# Эберхард (замок)
Эберхард (словац. Eberhard) — замок-усадьба в селе Малиново (Западная Словакия, Сенецкий округ), которое по-венгерски называется Эберхард. Представляет собой постройку в стиле классицизм, перестроенную из бывшего замка на воде.

## История
Усадьба впервые упоминается в 1209 году и принадлежала тогда графам городов Свети-Юр и Пезинок. После 1677 года замок на воде был перестроен в ренессансный замок-усадьбу с часовней, ров с водой частично сохранился до сегодняшнего дня. В XIX веке двухэтажное здание было перестроено родом Аппоньи, усадьба приобрела нынешние черты. В настоящее время в замке располагается смешанная садоводческая школа имени Густава Чейки. Вокруг находится английский парк XIX века.